# Fossato anticarro

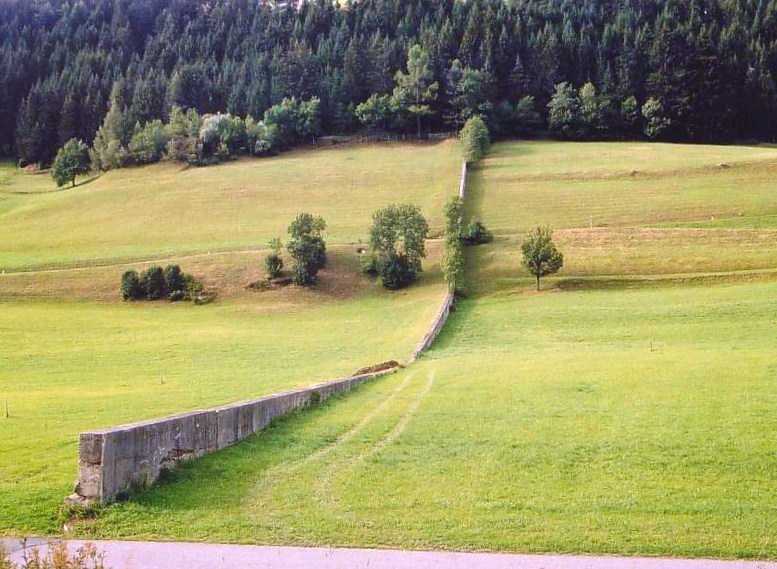
Esempio di fossato anticarro presso lo sbarramento Versciaco, interrotto dalla Strada statale 49 della Pusteria, oramai ricoperto parzialmente dalla terra circostante

Un fossato anticarro è una particolare fortificazione militare passiva per impedire l'avanzata di mezzi corazzati nemici in un determinato territorio.
Questo tipo di elemento difensivo è stato inizialmente utilizzato durante la prima guerra mondiale, ma molto di più durante la seconda guerra mondiale, soprattutto nelle varie linee difensive come la linea Maginot, la Linea Sigfrido, il Vallo Atlantico, il Ridotto nazionale e il Vallo Alpino. Soprattutto la Germania nazista e l'URSS ne fecero largo uso.

## Struttura

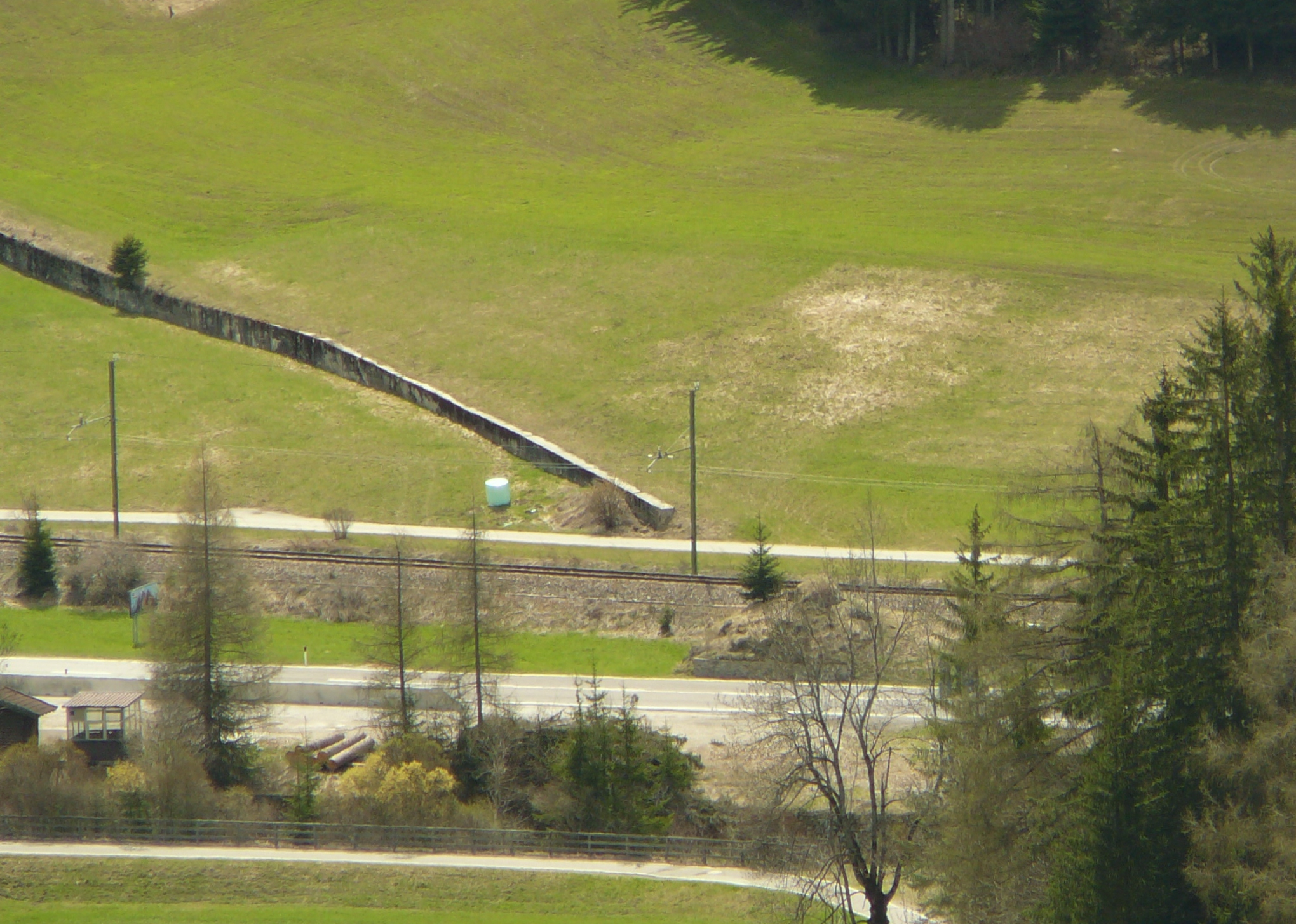
Fossato anticarro dello sbarramento Prato Drava. Notare che il fossato attraversava la linea ferroviaria e la strada statale

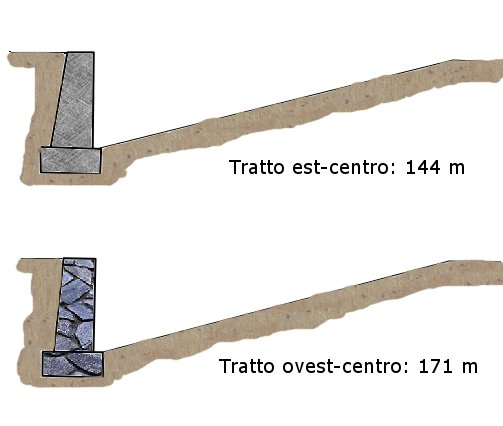
Profilo di un fossato anticarro

Solitamente i fossati anticarro erano posti a protezione di passaggi obbligati per il nemico sfruttando in questo senso anche gli elementi naturali presenti. Ad esempio una vallata poteva essere sbarrata con un fossato anticarro, ai cui lati erano previsti dei bunker difensivi. Il fossato solitamente non era posto in linea retta, per non permettere alle installazioni difensive, poste ai lati, di spararsi addosso per errore a vicenda; per questa ragione i fossati anticarro solitamente presentavano una lieve svolta, circa a metà del loro percorso. 
Il fossato era costruito in cemento armato e aveva un'altezza minima di 1,5 metri perché doveva risultare invalicabile per qualsiasi mezzo corazzato. Durante l'operazione Zitadelle i sovietici costruirono fossati alti fino a 4,5 metri, per impedire l'avanzamento dei carri tedeschi.
A volte lungo un fossato si faceva scorrere un corso d'acqua, per rendere maggiormente difficile lo scavalcamento nemico. Un fossato semi-naturale era uno stesso corso d'acqua, ma con le rive ben scoscese, inasprite tagliandole a picco.
I fossati anticarro potevano essere interrotti in pochi punti, ad esempio per il passaggio di:
- fiumi, torrenti;
- strade;
- ferrovie.

Tali interruzioni dovevano venire compensate da altro tipo di ostacolo anticarro, come un cavallo di Frisia, un dente di drago o un sistema di putrelle anticarro di tipo Np20. I corsi d'acqua invece potevano essere interrotti con funi d'acciaio.
Purtroppo, per la loro natura, molti fossati anticarro non hanno avuto una lunga vita. Finita la loro utilità strategica, molti sono stati interrati oppure distrutti per edificare nuove strutture, come ad esempio lo sbarramento Bolzano Sud, dove il fossato una volta percorreva da est a ovest per 1800 metri tutta la zona industriale, è quindi oggi scomparso.

## Superamento di un fossato

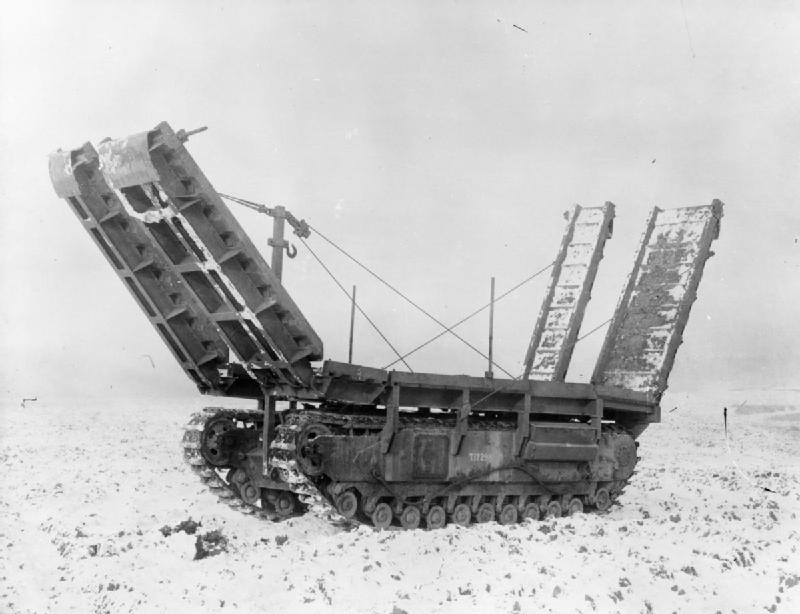
Esempio di veicolo gettaponte

Per poter superare un ostacolo come un fossato anticarro gli eserciti si sono adattati attraverso il genio militare, per la costruzione di ponti mobili, alloggiati su appositi mezzi cingolati. Questi veicoli gettaponte erano dei carri armati cui veniva tolta la torretta e sostituita con un ponte mobile. Alcuni esempi sono: AMX-13 e AMX-30 EBG dell'Esercito francese o il Carro gittaponte "Leopard" dell'Arma del genio dell'Esercito Italiano.